# Pleurogonium pulchrum
Pleurogonium pulchrum is een pissebed uit de familie Paramunnidae. De wetenschappelijke naam van de soort is voor het eerst geldig gepubliceerd in 1916 door Hans Jacob Hansen.